# Paraibuna
Paraibuna este un oraș în São Paulo (SP), Brazilia.